# Грб Љубушког
Грб Љубушког је у златно обрубљеном плавом полукружном штиту златна рушевна тврђава с кружном кулом на тамноплавом брегу с плавом таласастом гредом у дну. Изнад штита се налазе три црвена квадрата. На сребрној траци испод исписано је име града и година 1444. (арапским и римским бројевима) која означава годину првог спомињања Љубушког у историјским документима.